# Bulbophyllum lecouflei
Bulbophyllum lecouflei är en orkidéart som beskrevs av Jean Marie Bosser. Bulbophyllum lecouflei ingår i släktet Bulbophyllum och familjen orkidéer. Inga underarter finns listade i Catalogue of Life.